# Rinspeed Presto
O Presto é um modelo conversível da Rinspeed que pode levar 2 ou 4 pessoas, em virtude do seu entre-eixos ajustável.